# Weinmannia mauritiana
Weinmannia mauritiana är en tvåhjärtbladig växtart som beskrevs av David Don. Weinmannia mauritiana ingår i släktet Weinmannia och familjen Cunoniaceae. Inga underarter finns listade i Catalogue of Life.